# Presho
Presho és una població dels Estats Units a l'estat de Dakota del Sud. Segons el cens del 2000 tenia 588 habitants.

## Demografia
Segons el cens del 2000, Presho tenia 588 habitants, 251 habitatges, i 169 famílies. La densitat de població era de 349,3 habitants per km².
Dels 251 habitatges en un 33,9% hi vivien nens de menys de 18 anys, en un 53% hi vivien parelles casades, en un 9,6% dones solteres, i en un 32,3% no eren unitats familiars. En el 29,9% dels habitatges hi vivien persones soles el 16,7% de les quals corresponia a persones de 65 anys o més que vivien soles. El nombre mitjà de persones vivint en cada habitatge era de 2,34 i el nombre mitjà de persones que vivien en cada família era de 2,9.
Per edats la població es repartia de la següent manera: un 26,2% tenia menys de 18 anys, un 6% entre 18 i 24, un 26,4% entre 25 i 44, un 21,1% de 45 a 60 i un 20,4% 65 anys o més.
L'edat mediana era de 41 anys. Per cada 100 dones de 18 o més anys hi havia 102,8 homes.
La renda mediana per habitatge era de 30.893 $ i la renda mediana per família de 38.250 $. Els homes tenien una renda mediana de 22.500 $ mentre que les dones 17.250 $. La renda per capita de la població era de 15.789 $. Entorn de l'11,2% de les famílies i l'11,2% de la població estaven per davall del llindar de pobresa.

## Poblacions més properes
El següent diagrama mostra les poblacions més properes.